# Mistrovství světa v atletice 2023
19. mistrovství světa v atletice se koná od 19. do 27. srpna 2023 v maďarské Budapešti na novém stadionu Národní atletické centrum.

## Výběr pořadatele
Během zasedání IAAF v Monaku bylo 4. prosince 2018 oznámeno, že mistrovství v roce 2023 se bude konat v hlavním městě Maďarska v Budapešti. Poprvé IAAF vybrala hostitele podle nového akčního plánu, kdy federace neoznámila žádné oficiální jednání ani nezveřejnila seznam kandidátů.
Uspořádat šampionát dříve projevily zájem Barcelona a Nairobi, ale ta nakonec nabídku stáhla a soustředí se na mistrovství světa v atletice 2025, které by se mělo poprvé konat v Africe. Prezident IAAF Sebastian Coe už navštívil Budapešť v roce 2017, aby se setkal mimo jiné s premiérem Viktorem Orbánem poté, kdy Budapešť kvůli nesouhlasu veřejnosti stáhla svou nabídku na pořádání Letních olympijských her 2024. 

## Medailisté

### Muži
| Soutěž        | Zlato | Stříbro                                                                         | Bronz                                                                             |
| ------------- | --- | ------------------------------------------------------------------------------- | --------------------------------------------------------------------------------- |
| 100 m         | Noah Lyles 9,83 | Letsile Tebogo 9,88                                                             | Zharnel Hughes 9,88                                                               |
| 200 m         | Noah Lyles 19,52 | Erriyon Knighton 19,75                                                          | Letsile Tebogo 19,81                                                              |
| 400 m         | Antonio Watson 44,22 | Matthew Hudson-Smith 44,31                                                      | Quincy Hall 44,37                                                                 |
| 800 m         | Marco Arop 1:44,24 | Emmanuel Wanyonyi 1:44,53                                                       | Ben Pattison 1:44,83                                                              |
| 1500 m        | Josh Kerr 3:29,38 | Jakob Ingebrigtsen 3:29,65                                                      | Narve Gilje Nordås 3:29,68                                                        |
| 5000 m        | Jakob Ingebrigtsen 13:11,30                                                                                             | Mohamed Katir 13:11,44                                                          | Jacob Krop 13:12,28                                                               |
| 10 000 m      | Joshua Cheptegei 27:51,42                                                                                               | Daniel Ebenyo 27:52,60                                                          | Selemon Barega 27:52,72                                                           |
| Maraton       | Victor Kiplangat 2:08,53                                                                                                | Maru Teferi 2:09,12                                                             | Leul Gebresilase 2:09,19                                                          |
| 110 m př.     | Grant Holloway 12,96 | Hansle Parchment 13,07                                                          | Daniel Roberts 13,09                                                              |
| 400 m př.     | Karsten Warholm 46,89                                                                                                   | Kyron McMaster 47,34                                                            | Rai Benjamin 47,56                                                                |
| 3000 m př.    | Soufiane El Bakkali 8:03,53                                                                                             | Lamecha Girma 8:05,44                                                           | Abraham Kibiwot 8:11,98                                                           |
| 4 × 100 m     | USA 37,38 Christian Coleman Fred Kerley Brandon Carnes Noah Lyles J.T. Smith*                                           | Itálie 37,62 Roberto Rigali Marcell Jacobs Lorenzo Patta Filippo Tortu          | Jamajka 37,76 Ackeem Blake Oblique Seville Ryiem Forde Rohan Watson               |
| 4 × 400 m     | USA 2:57,31 Quincy Hall Vernon Norwood Justin Robinson Rai Benjamin Trevor Bassitt* Matthew Boling* Christopher Bailey* | Francie 2:58,45 Ludvy Vaillant Gilles Biron David Sombé Téo Andant Loïc Prévot* | Velká Británie 2:58,71 Alex Haydock-Wilson Charlie Dobson Lewis Davey Rio Mitcham |
| 20 km chůze   | Álvaro Martín 1:17:32                                                                                                   | Perseus Karlström 1:17:39                                                       | Caio Bonfim 1:17:47                                                               |
| 35 km chůze   | Álvaro Martín 2:24,30                                                                                                   | Brian Pintado 2:24,34                                                           | Masatora Kawano 2:25,12                                                           |
| Skok do výšky | Gianmarco Tamberi 2,36 m                                                                                                | JuVaughn Harrison 2,36 m                                                        | Mutaz Essa Baršim 2,33 m                                                          |
| Skok o tyči   | Armand Duplantis 6,10 m                                                                                                 | EJ Obiena 6,00 m                                                                | Chris Nilsen a Kurtis Marschall 5,95 m                                            |
| Skok daleký   | Miltiadis Tentoglou 8,52 m                                                                                              | Wayne Pinnock 8,50 m                                                            | Tajay Gayle 8,27 m                                                                |
| Trojskok      | Hugues Fabrice Zango 17,64 m                                                                                            | Lázaro Martínez 17,41 m                                                         | Cristian Nápoles 17,40 m                                                          |
| Vrh koulí     | Ryan Crouser 23,51 m | Leonardo Fabbri 22,34 m                                                         | Joe Kovacs 22,12 m                                                                |
| Hod diskem    | Daniel Ståhl 71,46 m | Kristjan Čeh 70,02 m                                                            | Mykolas Alekna 68,85 m                                                            |
| Hod kladivem  | Ethan Katzberg 81,25 m                                                                                                  | Wojciech Nowicki 81,02 m                                                        | Bence Halász 80,82 m                                                              |
| Hod oštěpem   | Níradž Čopra 88,17 m | Aršad Nadím 87,82 m                                                             | Jakub Vadlejch 86,67 m                                                            |
| Desetiboj     | Pierce LePage 8909 bodů                                                                                                 | Damian Warner 8804 bodů                                                         | Lindon Victor 8756 bodů                                                           |

* Označuje, že závodník závodil pouze v předběžných závodech a získal medaile.

### Ženy
| Soutěž        | Zlato | Stříbro | Bronz |
| ------------- | --- | --- | --- |
| 100 m         | Sha'Carri Richardsonová 10,65                                                                                                  | Shericka Jacksonová 10,72 | Shelly-Ann Fraserová-Pryceová 10,77                                                                            |
| 200 m         | Shericka Jacksonová 21,41 | Gabrielle Thomasová 21,81 | Sha'Carri Richardsonová 21,92                                                                                  |
| 400 m         | Marileidy Paulinová 48,76 | Natalia Kaczmareková 49,57 | Sada Williamsová 49,60                                                                                         |
| 800 m         | Mary Moraaová 1:56,03 | Keely Hodgkinsonová 1:56,34 | Athing Mu 1:56,61                                                                                              |
| 1500 m        | Faith Kipyegonová 3:54,87 | Diribe Weltejiová 3:55,69 | Sifan Hassanová 3:56,00                                                                                        |
| 5000 m        | Faith Kipyegonová 14:53,88 | Sifan Hassanová 14:54,11 | Beatrice Chebetová 14:54,33                                                                                    |
| 10 000 m      | Gudaf Tsegayová 31:27,18 | Letesenbet Gideyová 31:28,16 | Ejgayehu Tayeová 31:28,31                                                                                      |
| Maraton       | Amane Berisová 2:24,23 | Gotytom Gebreslaseová 2:24,34 | Fatima Ezzahra Gardadiová 2:25,17                                                                              |
| 100 m př.     | Danielle Williamsová 12,43 | Jasmine Camacho-Quinnová 12,44 | Kendra Harrisonová 12,46                                                                                       |
| 400 m př.     | Femke Bolová 51,70 | Shamier Littleová 52,80 | Rushell Claytonová 52,81                                                                                       |
| 3000 m př.    | Winfred Mutile Yaviová 8:54,29                                                                                                 | Beatrice Chepkoechová 8:58,98 | Faith Cherotichová 9:00,69                                                                                     |
| 4 × 100 m     | USA 41,03 Tamari Davisová Twanisha Terryová Gabrielle Thomasová Sha'Carri Richardsonová Tamara Clarková* Melissa Jeffersonová* | Jamajka 41,21 Natasha Morrisonová Shelly-Ann Fraserová-Pryceová Shashalee Forbesová Shericka Jacksonová Briana Williamsová* Elaine Thompsonová-Herahová* | Velká Británie 41,98 Asha Philipová Imani-Lara Lansiquotová Bianca Williamsová Daryll Neitaová Annie Tagoeová* |
| 4 × 400 m     | Nizozemsko 3:20,72 Eveline Saalbergová Lieke Klaverová Cathelijn Peetersová Femke Bolová Lisanne de Witteová*                  | Jamajka 3:20,88 Candice McLeodová Janieve Russellová Nickisha Pryceová Stacey Ann Williamsová Charokee Youngová* Shiann Salmonová*                       | Velká Británie 3:21,04 Laviai Nielsenová Amber Anningová Ama Pipiová Nicole Yearginová Yemi Mary Johnová*      |
| 20 km chůze   | María Pérez García 1:26,51 | Jemima Montagová 1:27,16 | Antonella Palmisanová 1:27,26                                                                                  |
| 35 km chůze   | María Pérez García 2:38,40 | Kimberly Garcíaová Leónová 2:40,52 | Antigoni Ntrismpiotiová 2:43,22                                                                                |
| Skok do výšky | Jaroslava Mahučichová 2,01 m                                                                                                   | Eleanor Pattersonová 1,99 m | Nicola Olyslagersová 1,99 m                                                                                    |
| Skok o tyči   | Nina Kennedyová a Katie Moonová 4,90 m                                                                                         | medaile neudělena | Wilma Murtová 4,80 m                                                                                           |
| Skok daleký   | Ivana Vuletová 7,14 m | Tara Davisová-Woodhallová 6,91 m | Alina Rotaruová 6,88 m                                                                                         |
| Trojskok      | Yulimar Rojasová 15,08 m | Maryna Romančuková 15,00 m | Leyanis Pérezová Hernándezová 14,96 m                                                                          |
| Vrh koulí     | Chase Ealeyová 20,43 m | Sarah Mittonová 20,08 m | Kung Li-ťiao 19,69 m                                                                                           |
| Hod diskem    | Laulauga Tausagaová 69,49 m | Valarie Allmanová 69,23 m | Feng Pin 68,20 m                                                                                               |
| Hod kladivem  | Camryn Rogersová 77,22 m | Janee' Kassanavoidová 76,36 m | DeAnna Priceová 75,41 m                                                                                        |
| Hod oštěpem   | Haruka Kitagučiová 66,73 m | Flor Denis Ruiz Hurtadová 65,47 m | Mackenzie Littleová 63,38 m                                                                                    |
| Sedmiboj      | Katarina Johnsonová-Thompsonová 6740 bodů                                                                                      | Anna Hallová 6720 bodů | Anouk Vetterová 6501                                                                                           |

### Smíšená družstva
| Soutěž                    | Zlato                                                                                      | Stříbro                                                                                           | Bronz                                                                  |
| ------------------------- | ------------------------------------------------------------------------------------------ | ------------------------------------------------------------------------------------------------- | ---------------------------------------------------------------------- |
| Smíšená štafeta 4 × 400 m | USA 3:09,82 Justin Robinson Rosey Effiongová Matthew Boling Alexis Holmesová Ryan Willie * | Velká Británie 3:11,06 Lewis Davey Laviai Nielsenová Rio Mitcham Yemi Mary Johnová Joseph Brier * | Česko 3:11,98 Matěj Krsek Tereza Petržilková Patrik Šorm Lada Vondrová |

## Medailová bilance
| Pořadí | Stát                     | Zlatá medaile | Stříbrná medaile | Bronzová medaile | Celkem |
| 1.     | USA                      | 12            | 8                | 9                | 29     |
| 2.     | Kanada                   | 4             | 2                | 0                | 6      |
| 3.     | Španělsko                | 4             | 1                | 0                | 5      |
| 4.     | Jamajka                  | 3             | 5                | 4                | 12     |
| 5.     | Keňa                     | 3             | 3                | 4                | 10     |
| 6.     | Etiopie                  | 2             | 4                | 3                | 9      |
| 7.     | Spojené království       | 2             | 3                | 5                | 10     |
| 8.     | Nizozemsko               | 2             | 1                | 2                | 5      |
| 9.     | Norsko                   | 2             | 1                | 1                | 4      |
| 10.    | Švédsko                  | 2             | 1                | 0                | 3      |
| 11.    | Uganda                   | 2             | 0                | 0                | 2      |
| 12.    | Austrálie                | 1             | 2                | 3                | 6      |
| 13.    | Itálie                   | 1             | 2                | 1                | 4      |
| 14.    | Ukrajina                 | 1             | 1                | 0                | 2      |
| 15.    | Řecko                    | 1             | 0                | 1                | 2      |
| 15.    | Japonsko                 | 1             | 0                | 1                | 2      |
| 15.    | Maroko                   | 1             | 0                | 1                | 2      |
| 18.    | Bahrajn                  | 1             | 0                | 0                | 1      |
| 18.    | Burkina Faso             | 1             | 0                | 0                | 1      |
| 18.    | Dominikánská republika   | 1             | 0                | 0                | 1      |
| 18.    | Indie                    | 1             | 0                | 0                | 1      |
| 18.    | Srbsko                   | 1             | 0                | 0                | 1      |
| 18.    | Venezuela                | 1             | 0                | 0                | 1      |
| 24.    | Polsko                   | 0             | 2                | 0                | 2      |
| 25.    | Kuba                     | 0             | 1                | 2                | 3      |
| 26.    | Botswana                 | 0             | 1                | 1                | 2      |
| 27.    | Kolumbie                 | 0             | 1                | 0                | 1      |
| 27.    | Ekvádor                  | 0             | 1                | 0                | 1      |
| 27.    | Francie                  | 0             | 1                | 0                | 1      |
| 27.    | Izrael                   | 0             | 1                | 0                | 1      |
| 27.    | Britské Panenské ostrovy | 0             | 1                | 0                | 1      |
| 27.    | Pákistán                 | 0             | 1                | 0                | 1      |
| 27.    | Peru                     | 0             | 1                | 0                | 1      |
| 27.    | Filipíny                 | 0             | 1                | 0                | 1      |
| 27.    | Portoriko                | 0             | 1                | 0                | 1      |
| 27.    | Slovinsko                | 0             | 1                | 0                | 1      |
| 37.    | Čína                     | 0             | 0                | 2                | 2      |
| 37.    | Česko                    | 0             | 0                | 2                | 2      |
| 39.    | Barbados                 | 0             | 0                | 1                | 1      |
| 39.    | Brazílie                 | 0             | 0                | 1                | 1      |
| 39.    | Finsko                   | 0             | 0                | 1                | 1      |
| 39.    | Grenada                  | 0             | 0                | 1                | 1      |
| 39.    | Maďarsko                 | 0             | 0                | 1                | 1      |
| 39.    | Litva                    | 0             | 0                | 1                | 1      |
| 39.    | Katar                    | 0             | 0                | 1                | 1      |
| 39.    | Rumunsko                 | 0             | 0                | 1                | 1      |